# Les Veilleurs (recueil)
Pour les articles homonymes, voir Les Veilleurs.
Les Veilleurs (titre original : The Best of Connie Willis) est un recueil de nouvelles de science-fiction de l'écrivain américain Connie Willis publié en 2013 puis traduit en français et publié en 2015. Ce recueil a reçu le prix Locus du meilleur recueil de nouvelles 2014.
Le recueil en langue originale possède une nouvelle qui n'a pas été traduite : The Soul Selects Her Own Society: Invasion and Repulsion: A Chronological Reinterpretation of Two of Emily Dickinson's Poems: A Wellsian Perspective, parue en 1996.

## Liste des nouvelles

### Une lettre des Cleary
- Une lettre des Cleary, 1988 ((en) A Letter from the Clearys, 1982)Prix Nebula de la meilleure nouvelle courte 1982 - Préalablement parue dans Les Veilleurs de feu aux éditions J'ai lu
- Résumé : Dans une Amérique en proie à l'hiver nucléaire, une famille attend des nouvelles des Cleary, des amis qui ont quitté la région. Lynn, la narratrice de la nouvelle, ramène à la maison une lettre des Cleary...

### Au Rialto
- Au Rialto, 1995 ((en) At the Rialto, 1989)Prix Nebula de la meilleure nouvelle longue 1989 - Préalablement parue dans Aux confins de l'étrange aux éditions J'ai lu

### Morts sur le Nil
- Morts sur le Nil, 1995 ((en) Death on the Nile, 1993)Prix Hugo de la meilleure nouvelle courte 1994 - Préalablement parue dans Futurs en voie d'extinction aux éditions Pocket

### Les Veilleurs du feu
- Les Veilleurs du feu, 1984 ((en) Fire Watch, 1982)Prix Hugo de la meilleure nouvelle longue 1983 et prix Nebula de la meilleure nouvelle longue 1982 - Préalablement parue sous le titre Fire Watch dans Univers 1984 aux éditions J'ai lu

### Infiltration
- Infiltration, 2015 ((en) Inside Job, 2005)Prix Hugo du meilleur roman court 2006

### Même Sa Majesté
- Même Sa Majesté, 1995 ((en) Even the Queen, 1992)Prix Hugo de la meilleure nouvelle courte 1993, prix Nebula de la meilleure nouvelle courte 1992 et prix Locus de la meilleure nouvelle courte 1993 - Préalablement parue dans Aux confins de l'étrange aux éditions J'ai lu

### Les Vents de Marble Arch
- Les Vents de Marble Arch, 2001 ((en) The Winds of Marble Arch, 1999)Prix Hugo du meilleur roman court 2000 - Préalablement parue dans Science-Fiction Magazine nos 16-17-18-19-20

### Tous assis par terre
- Tous assis par terre, 2015 ((en) All Seated on the Ground, 2007)Prix Hugo du meilleur roman court 2008

### Le Dernier des Winnebagos
- Le Dernier des Winnebagos, 1992 ((en) The Last of the Winnebagos, 1988)Prix Hugo du meilleur roman court 1989 et prix Nebula du meilleur roman court 1988 - Préalablement parue sous le titre La Dernière Caravane dans Futurs en voie d'extinction aux éditions Pocket et sous le titre Le Dernier des Winnebago dans Aux confins de l'étrange aux éditions J'ai lu

## Éditions
- The Best of Connie Willis, Del Rey Books, 9 juillet 2013, 473 p.  (ISBN 978-0-345-54064-5)
- Les Veilleurs, J'ai lu, coll. « Nouveaux Millénaires », 29 avril 2015, trad. Françoise Jamoul, Jean-Pierre Pugi, Philippe Hupp et Sébastien Guillot, 538 p.  (ISBN 978-2-290-09796-0)
- Les Veilleurs, J'ai lu, coll. « Science-fiction » no 11598, 12 octobre 2016, trad. Françoise Jamoul, Jean-Pierre Pugi, Philippe Hupp et Sébastien Guillot, 640 p.  (ISBN 978-2-290-09799-1)